# Małobądz (Petite-Pologne)
 (janvier 2024).
Si vous disposez d'ouvrages ou d'articles de référence ou si vous connaissez des sites web de qualité traitant du thème abordé ici, merci de compléter l'article en donnant les références utiles à sa vérifiabilité et en les liant à la section « Notes et références ».
Małobądz est une localité polonaise de la gmina de Bolesław, située dans le powiat d'Olkusz en voïvodie de Petite-Pologne.